# Microzetes septentrionalis
Microzetes septentrionalis är en kvalsterart som först beskrevs av Kunst 1963.  Microzetes septentrionalis ingår i släktet Microzetes och familjen Microzetidae. Inga underarter finns listade i Catalogue of Life.